# 濱口夏
濱口 夏（はまぐち なつ、1873年（明治6年）2月12日 - 1956年（昭和31年）3月22日）は、日本の第27代内閣総理大臣である濱口雄幸の妻（内閣総理大臣夫人）。高知県田野町出身。

## 経歴
1873年〈明治6年）、高知県田野村（現在の田野町）の素封家・濱口義立の長女として生まれる。
1889年（明治22年）、夏が16歳のときに濱口雄幸と結婚。雄幸が濱口家の婿養子となった。雄幸との間には2男5女を儲ける。長男の雄彦は東京銀行頭取、次男の巌根は日本長期信用銀行頭取に就任している。
1956年（昭和31年）3月22日、心臓衰弱症のため神奈川県鎌倉市材木座の自宅で死去。83歳没。